# Aloe bamangwatensis
Aloe bamangwatensis é uma espécie de liliopsida do gênero Aloe, pertencente à família Asphodelaceae.